# Ventilazione (album)
Ventilazione è l'ottavo album musicale del cantautore italiano Ivano Fossati uscito nel 1984.

## Tracce
Testi e musiche di Ivano Fossati tranne dove diversamente indicato.
1. Introduzione – 2:39
2. Ventilazione – 4:10
3. Viaggiatori d'occidente – 4:02
4. La locomotiva (The rail song) – 3:39 (testo: Fossati – musica: Belew)
5. Il pilota – 3:40
6. Boogie – 5:39 (Conte)
7. Fuga da sud-est – 3:28
8. Parlare con gli occhi – 3:25
9. Le grandi destinazioni – 4:06
10. Buona notte dolce notte – 3:00

## Formazione
- Ivano Fossati: voce, tastiera, sintetizzatore, Fender Rhodes, chitarra acustica ed elettrica, pianoforte, vocoder,
- Guido Guglielminetti: basso
- Elio Rivagli: batteria, battito di mani e tamburello
- Gilberto Martellieri: tastiera
- Phil Palmer: chitarra solista ed elettrica
- Bernardo Lanzetti: elettronica e sequencer
- Marco Colombo: chitarra sintetica
- Flavio Boltro: tromba